# Победа (Брюховецкий район)
Победа — хутор в Брюховецком районе Краснодарского края. Входит в состав Брюховецкого сельского поселения.

## География
Стоит по берегу реки Левый Бейсужёк, сливаясь с хутором Красная Нива.

### Улицы
- ул. Набережная.

## История
В 1958 г. Указом Президиума Верховного Совета РСФСР хутор имени Молотова переименован в хутор Победа.

## Население
| 2002 | 2010 |
| ---- | ---- |
| 69   | ↗73  |

## Инфраструктура
Личное подсобное хозяйство.

## Транспорт
Просёлочная дорога.